# A Classic Case
A Classic Case is een orkestraal album van de Britse progressieve-rockband Jethro Tull, uitgebracht in 1985.

## Geschiedenis
De band wordt op het album bijgestaan door het London Symphony Orchestra, en de nummers werden speciaal voor dit album opnieuw gearrangeerd door ex-bandlid David Palmer.
Later zou Ian Anderson opnieuw geïnspireerd raken door de combinatie van rock met een filharmonisch orkest, en sinds 2002 heeft hij een soloproject Ian Anderson Plays the Orchestral Jethro Tull en geeft hij regelmatig concerten in die setting. Ook wordt de band sinds 2005 regelmatig bijgestaan violistes of een strijkkwartet.

## Nummers
1. Locomotive Breath
2. Thick as a Brick
3. Elegy
4. Bourée
5. Fly By Night
6. Aqualung
7. Too Old to Rock 'n' Roll: Too Young to Die!
8. Teacher / Bungle in the Jungle / Rainbow Blues / Locomotive Breath (medley)
9. Living in the Past
10. War Child

## Bezetting
- Ian Anderson (dwarsfluit, zang)
- Martin Barre (elektrische gitaar)
- David Pegg (basgitaar)
- Peter-John Vettese (keyboards)
- Paul Burgess (drums)
- David Palmer (arrangement voor orkest)
- London Symphony Orchestra